# Halil Kaya
Halil Kaya   (Imperi Otomà, 1920 - 4 de juliol de 2000) és un exlluitador turc, especialista en lluita grecoromana, que va competir durant la 1940.
El 1948 va prendre part en els Jocs Olímpics de Londres, on guanyà la medalla de bronze en la competició del pes gall del programa de lluita grecoromana.
En el seu palmarès també destaca una medalla de plata al Campionat del món de lluita.